# Heinrich Parler der Ältere

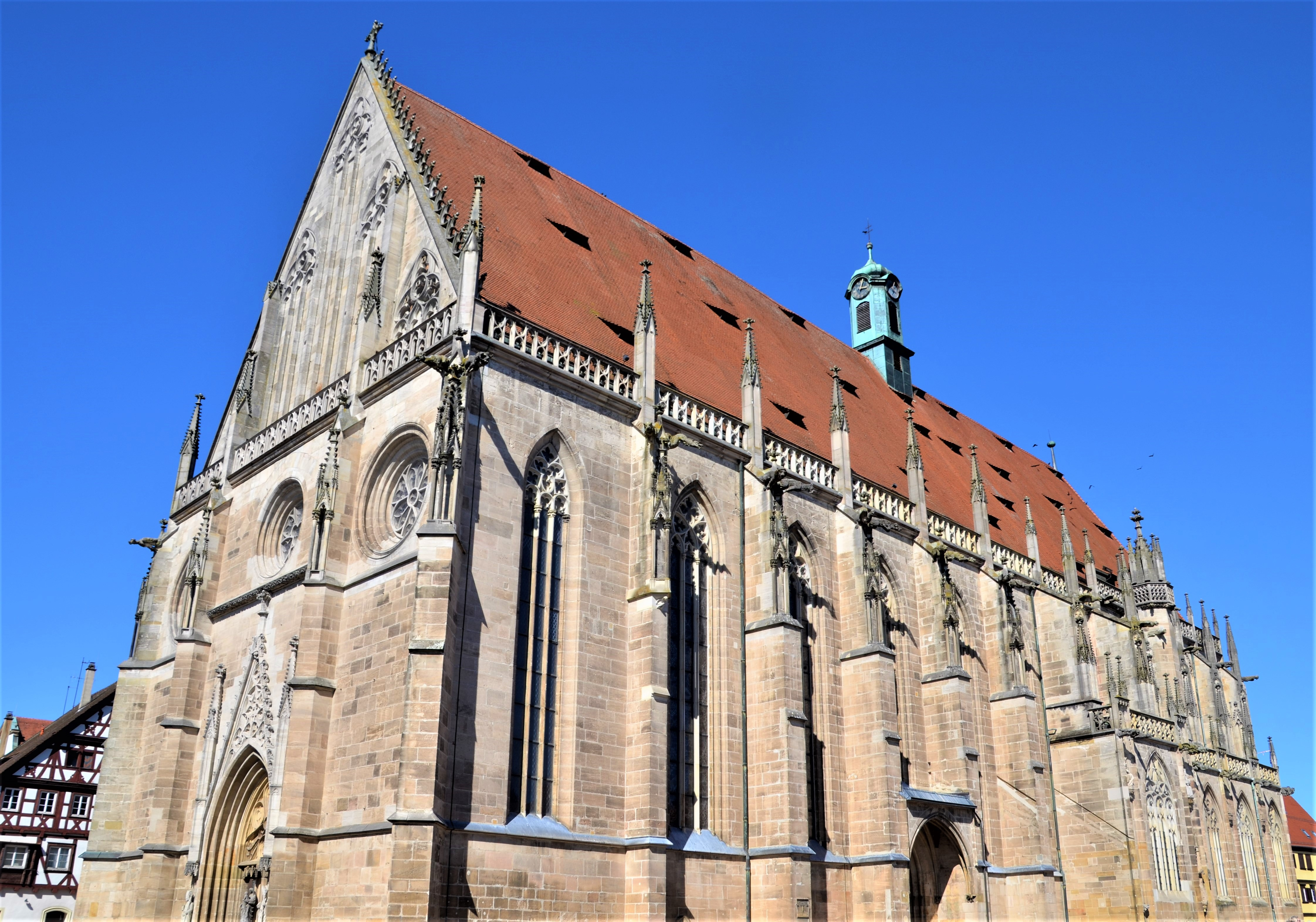
Südwestansicht des Langhauses des Heilig-Kreuz-Münsters in Schwäbisch Gmünd

Heinrich Parler der Ältere (* zwischen 1300 oder 1310; † 1370 vermutlich in Schwäbisch Gmünd), auch Heinrich von Gemünd d. Ä., Arler, Parlerius, Parlerz genannt, war ein deutscher Architekt und Kirchenbaumeister der Gotik aus der Baumeisterfamilie Parler. Er war der Vater von Peter Parler.

## Werk
Heinrich, der vermutlich aus Köln stammte, wo er wohl Parlier am Dom war, baute die kunsthistorisch bedeutende erste große Hallenkirche Süddeutschlands. Sie bildet das Erstlingswerk der Baumeisterfamilie Parler. Er übernahm am Heilig-Kreuz-Münster in Schwäbisch Gmünd die Bauleitung zwischen 1325 und 1330; in einer Urkunde ist sein Name im Jahr 1356 verschriftlicht. Für die 1315 begonnene Kirche änderte er den Bauplan ab. 1351 begann der Bau des Chors, der schon erkennbar erste Werksteine, die im gotischen Baustil gestaltet sind, aufweist. Heinrich arbeitete auch in Köln und bildete seinen Sohn Peter nicht nur aus, sondern arbeitete mit ihm in Köln und am Heilig-Kreuz-Münster in Gmünd zusammen. Die Einweihung des Heilig-Kreuz-Münsters, die erst 1410 stattfand, erlebte Heinrich nicht mehr.
Nicht gesicherte Werke Heinrichs sind der Chor der Frauenkirche in Nürnberg, der Chor des Augsburger Doms und der Entwurf für das Ulmer Münster.

## Leben
Heinrich Parler könnte einen Bruder gehabt haben, den Werkmeister Peter von Reutlingen, der vermutlich die Marienkirche und die Nikolaikirche in Reutlingen gebaut hatte. Dieser könnte für einen der Söhne Heinrichs namensgebend gewesen sein, Peter Parler, einer der größten Baumeister der Spätgotik. Sein ältester Sohn war Johann Parler der Ältere, der im Stift Zwettl und am Basler Münster als Baumeister arbeitete. Ein Wagen der Straßenbahn Ulm trägt seinen Namen.